# Främlingslegion
Främlingslegion eller främlingsförband med mera avser ett militärt förband med soldater värvade från andra länder än det egna. Exempel är franska främlingslegionen och den mindre kända spanska främlingslegionen.

## Främlingslegionär
Soldater inom främlingslegioner är inte nödvändigtvis detsamma som en legosoldat, eftersom legosoldater inte behöver vara medlemmar i det stridande landets reguljära styrkor och kan anlitas av privatpersoner. En gråzon är främlingslegioner som lejts privat av en regent eller politisk ledare, såsom Väringagardet, vilket var en reguljär privatarmé och livgarde av nordeuropeiska legoknektar som stod under östromerska kejsaren istället för den reguljära östromerska armén.
Främlingslegionärer kan även vara frivilligsoldater i tillfälliga frivilligförband under ett krig.

## Värvning

### Fredstid
Det som lockar främlingssoldater till värvning i fredstid är inte alltid lön och äventyr, utan många främlingslegioner ger möjligheten för folk som vill undkomma en problematisk bakgrund, såsom kriminalitet eller förföljelse, att starta ett nytt liv under legionens beskydd mot att den som tar värvning svär legionen sin lojalitet, vilket i sin tur räknas resultera i mycket lojala soldater. Ett sådant exempel är den franska främlingslegionen, vilken erhållit världskänd status för sina lojala trupper under flera krig och stridigheter sedan dess grundande 1831.
Andra legioner agerar statussymbol för de värvade, såsom det påvliga schweizergardet.

### Krigstid
I krigstid kan tillfälliga främlingslegioner sättas upp som frivilligförband för utländska soldater som frivilligt vill strida i syfte att undsätta landet.
I vissa exempel har främlingsförband utlovats som militärt stöd av en annan stat, där främlingslegionärer i sin tur utlovas något i gengäld, exempelvis asyl eller att fängslade fångar tillåts tjänstgöra mot frisläppning.

## Exempel på främlingslegioner
Nedan anges exempel som har artiklar på svenskspråkiga Wikipedia (mars 2025):

### Reguljära främlingslegioner
| Namn                      | Försvarsmakt      | Rekryterar från             | Period                              |
| ------------------------- | ----------------- | --------------------------- | ----------------------------------- |
| Franska främlingslegionen | Frankrikes armé   | alla länder                 | 1831–                               |
| Påvliga schweizergardet   | Vatikanstaten     | Schweiz                     | 1506–                               |
| Spanska främlingslegionen | Spaniens armé     | alla länder                 | 1920–                               |
| Väringagardet             | Bysantinska riket | Norden, Kievrus, Nordeuropa | 800-tal–1400-tal, formellt från 988 |

### Tillfälliga främlingslegioner
| Namn                                        | Försvarsmakt        | Rekryterar från  | Period                              |
| ------------------------------------------- | ------------------- | ---------------- | ----------------------------------- |
| Blå divisionen                              | Tysklands armé      | Spanska staten   | Andra världskriget (1941–1943)      |
| Blå skvadronen                              | Tysklands flygvapen | Spanska staten   | Andra världskriget (1941–1943)      |
| Kondorlegionen                              | Spanska staten      | Nazityskland     | Spanska inbördeskriget (1936–1939)  |
| Norgebataljonen                             | Norges armé         | Sverige          | Andra världskriget (aldrig insatta) |
| Skandinaviska kåren                         | Transvaal           | Nordeuropa       | Andra boerkriget (1899–1900)        |
| Svenska brigaden                            | Vita Finland        | Sverige          | Finska inbördeskriget (1918–1920)   |
| Svenska kåren i Estland                     | Estland             | Sverige, Finland | Estniska frihetskriget (1918–1919)  |
| Svenska frivilligbataljonen                 | Finlands armé       | Sverige          | Fortsättningskriget (1941)          |
| Svenska frivilligflottiljen i Finland (F19) | Finlands flygvapen  | Sverige          | Vinterkriget (1939–1940)            |
| Svenska frivilligkompaniet                  | Finlands armé       | Sverige          | Fortsättningskriget (1942–1944)     |
| Svenska frivilligkåren                      | Finlands armé       | Sverige          | Vinterkriget (1939–1940)            |